# Shivani Kataria
Shivani Kataria, née le 27 septembre 1997 à Gurgaon (Inde), est une nageuse indienne spécialiste de nage libre.

## Jeunesse
Née et élevée à Gurgaon, elle fréquente une DAV school enfant. Shivani Kataria débute la natation lors d'un camp d'été à l'âge de 8 ans.
En 2012, elle décide de se tourner vers la natation à temps plein pour devenir professionnelle. Bien que continuant de vivre à Gurgaon, elle doit aller jusqu'au Talkatora stidum à New Delhi pour s'entraîner chaque jour. En 2017, elle est admise à l'Université de Delhi.
Grâce à sa sélection pour les Jeux de 2016, Speedo devient son sponsor.

## Carrière
En 2013, elle termine sixième du 200 m nage libre lors des Championnats d'Asie juniors. L'année suivante, elle participe aux Jeux olympiques de la jeunesse de 2014 à Nankin.
Elle obtient une bourse de la Fédération internationale de natation pour aller s'entraîner dans un camp pour jeunes nageurs à Thyanpura en Thaïlande. Lors des Mondiaux 2015, elle finit deuxième de sa série du 100 m nage libre en 58 s 76 mais ne se qualifie pas pour l'étape suivante. Shivani Kataria finit également 8e de sa série du 50 m nage libre en 27 s 65. Elle est alors la seule athlète indienne tout sexes confondus, participant à ces Championnats.
Lors des Jeux sud-asiatiques de 2016, elle remporte le 200 m nage libre en battant le record des Jeux en 2 min 12 s 13 en série avant de l'améliore en finale en 2 min 08 s 68.  Sur le plan personnel, elle est également médaillée d'argent sur le 400 m nage libre en 4 min 38 s 43 et médaillée de bronze sur le 100 m nage libre en 1 min 00 s 14. Elle rafle également l'or avec le relais 4 × 100 m nage libre composé de Avantika Chavan, V. Malvika et Maana Patel ainsi que sur le 4 × 200 m nage libre avec Shraddha Sudhir, Malvika et Damini Gowda. Avec Patel, Chahat Arora et Gowda, elle gagne aussi l'or sur le 4 × 100 m 4 nages.
Grâce une invitation du Comité international olympique, elle est sélectionnée par la Swimming Federation of India (SFI) pour concourir lors des Jeux olympiques de Rio après qu'aucun nageur indien n'ait réussi les minima qualificatifs. Grâce à cette invitation, elle devient la première nageuse indienne à participer aux Jeux depuis 2004 et veut utiliser cette opportunité pour prendre de l'expérience pour les Jeux olympiques de 2020. Nageant le 200 m nage libre, elle termine sa série en 2 min 09 s 30 et finit 2e de sa série. Malheureusement, ce temps n'est pas assez rapide pour passer en demi-finale et elle termine finalement 41e sur quarante-deux concurrentes.
Lors des Universiade à Naples en 2019, elle participe au relais 4 × 100 m nage libre qui est finalement disqualifié pour un temps de réaction trop rapide ainsi qu'au relais 4 × 100 m 4 nages. Nageant aussi le 100 m nage libre (59 s 50) et le 200 m nage libre (2 min 08 s 21), elle ne passe pas le stade des éliminatoires.
Aux championnats nationaux en septembre 2019, elle est couronnée « meilleure nageuse de la compétition » après avoir remporté l'argent sur le 100 m nage libre. Elle avait déjà remporté le titre lors des championnats de 2017. Quelques jours plus tard, elle gagne la médaille d'argent sur le 200 m nage libre lors des Championnats d'Asie juniors derrière la Thaïlandaise Natthanan Junkrajang. Shivani Kataria décide de ne pas participer aux Jeux sud-asiatiques de 2019 pour se concentrer sur sa dernière année d'études et obtenir son diplôme.

## Palmarès
| Date | Compétition         | Lieu           | Place | Épreuve          | Temps         |
| ---- | ------------------- | -------------- | ----- | ---------------- | ------------- |
| 2016 | Jeux sud-asiatiques | Guwahati       | 1re   | 200 m nage libre | 2 min 08 s 68 |
| 2016 | Jeux sud-asiatiques | Guwahati       | 2e    | 400 m nage libre | 4 min 38 s 43 |
| 2016 | Jeux sud-asiatiques | Guwahati       | 3e    | 100 m nage libre | 1 min 00 s 14 |
| 2016 | Jeux olympiques     | Rio de Janeiro | 41e   | 200 m nage libre | 2 min 09 s 30 |

## Records personnels
| Épreuve          | Temps         | Lieu      | Date         |
| ---------------- | ------------- | --------- | ------------ |
| 50 m nage libre  | 27 s 37       | Porto     | 8 juin 2014  |
| 100 m nage libre | 58 s 58       | Porto     | 7 juin 2014  |
| 200 m nage libre | 2 min 05 s 41 | Porto     | 8 juin 2014  |
| 400 m nage libre | 4 min 32 s 40 | Singapour | 17 juin 2017 |

| Épreuve          | Temps         | Lieu     | Date             |
| ---------------- | ------------- | -------- | ---------------- |
| 100 m nage libre | 57 s 76       | Hangzhou | 12 décembre 2018 |
| 200 m nage libre | 2 min 03 s 70 | Hangzhou | 11 décembre 2018 |